# Corydalis filistipes
Corydalis filistipes là một loài thực vật có hoa trong họ Anh túc. Loài này được Nakai mô tả khoa học đầu tiên năm 1918.